# Дискотека Авария
«Дискотека Авария» — радянський i російський музичний гурт з м. Іваново. Лауреат численних премій і нагород, зокрема премії Муз-ТВ 2003, 2004, 2007, 2010 і 2012. Гурт спеціалізувалася раніше на танцювальній музиці з гумористичними текстами. Тепер же в репертуарі групи переважає жанр поп-музики.

## Історія
Засновниками групи стали однокласники Микола Тимофєєв та Олексій Рижов, разом грали в КВК. Як диск-жокеї вони організовували дискотеки в клубах. Першим директором став Андрій Ваганов. Основним місцем їх роботи був клуб «Аварія» за адресою проспект Леніна, будинок 21, що і послужило надалі джерелом назви. З 1990 по 1995 дует вів передачу під назвою «Дискотека Аварія» на радіо «Європа плюс Іваново» і на місцевому радіоканалі «Ехо», що транслювався на частотах радіо «Маяк» в Іваново (у 1997 — за останніми неділях місяця). Передача була присвячена огляду музичних новинок. В рамках передачі Тимофєєв і Рижов робили ремікси на відомі пісні, виконували пародійні пісні. Щомісяця до осені 1998 року виходили збірки під назвою «Дискотека Аварія» з останніми новинками зарубіжної танцювальної музики.
У 1991 році до Тимофєєву і Рижову примкнув колишній актор Олег Жуков, а в 1997 — Олексій Сєров. У 1996 група випустила свій перший музичний альбом «Танцюй зі Мною» (Танцуй со мной), який успішно продавався в Івановській області, де група, завдяки радіо, вже стала популярна. «Аварійци» часто виступали на масових заходах в Іваново, дискотеках і святах. Альбом вийшов на касетах в Іваново. Всі пісні з нього потім були перевидані на нових пластинках, крім двох: «Танцюй зі мною» (Танцуй со мной) і «Малиновий ліс» (Малиновый лес).
У 1999 Олексій Рижов запропонував декілька пісень продюсерам студії «Союз», які незабаром включили їх у збірники танцювальної поп-музики «Рухай попою!», «Союз 23», «Союз 24» і «Союз 25». Група придбала популярність в країні, успішно гастролювала, відеокліпи транслювалися по каналу Муз-ТВ. Великий успіх мав ремікс «Аварії» на пісню групи «Ляпіс Трубецкой» «Ти Кинула».
У 2001 році виходить успішний альбом «Маніяки», що отримав премію «Альбом Року» за версією IV Щорічної премії російської індустрії звукозапису «Рекорд'». Група також бере участь у зйомках рекламних роликів.
9 лютого 2002 після тривалої хвороби помер Олег Жуков. Діяльність групи на час припиняється, після її відновлення виходить максі-сингл "Х. Х. Х. І. Р. Н. Р. ", слідом — сингл «Небо», обидві пісні були успішними в хіт-парадах. На ці пісні, а також на пісні «Суворий реп» і «Якщо хочеш залишитися» були зняті відеокліпи. Відеокліп «Небо» був названий каналом Муз-ТВ найкращим кліпом 2004 року.
Також премію Муз-ТВ «Дискотека Аварія» отримала в 2003 як Найкращий танцювальний проект та Найкраща поп-група, а в 2004 році — в номінаціях Найкраща пісня і Найкраще відео. У 2002 році група стала переможцем у номінації Best Russian Act (Найкращий Російський виконавець) на церемонії MTV Europe Music Awards 2002 в Барселоні. «Дискотека Аварія» — неодноразовий володар Премії «Золотий Грамофон», дипломів «Пісня року» та інших. У 2005 році Дискотека Авария була названа Найкращою групою за версією премії MTV Росія (RMA).
«Дискотека Авария» брала участь у зйомках новорічного вогника телеканалу «Росія» в ролі розбійників. У травні 2005 року Олексій Сєров потрапив до лікарні після нападу на нього невідомих бандитів, і на премії Муз-ТВ 2005 учасники «Дискотека Аварія» виступали удвох. Олексій повернувся в стрій через декілька місяців.
2006 рік. Навесні група випустила новий альбом «Четверо хлопців», який присвячений пам'яті Олега Жукова, і надалі стає фіналістом XI Церемонії нагородження народної музичною премією «Золотий Грамофон», з піснею «Опа!». Перемагає за підсумками VIII Премії російської індустрії звукозапису Рекорд'-2006 в номінації «Вітчизняний радіохіт року» (найкращим треком року визнана пісня «Якщо хочеш залишитися» (Если хочешь остаться)).
На церемонії Fashion People-2006, «Дискотека Аварія» удостоїлася призу «Звуки золота» — за видатні музичні досягнення. За підсумками 4-й церемонії «Звукова доріжка», «Дискотека Аварія» перемогла в номінації «Група року».
У 2007 році «Дискотека Авария» знову перемогла на премії Муз-ТВ у номінаціях «Найкращий дует» і «Найкраще відео» («Дискотека Авария» / Жанна Фріске «Малинки-малинки»). Група починає практикувати виступи з музикантами, віддаючи перевагу музичним інструментам та імпровізацій, ніж музиці під фонограму. В основу колективу входить команда «LIVE SAX PARTY» саксофоніста Антона Румянцева.
У 2008 році «Дискотека Авария» перемогла на П'ятій церемонії вручення нагород Russia Music Awards в номінації «Dance» з піснею «Паша FC» і на десятій церемонії вручення премії Рекорд'-2008 в номінації «Радіохіт року» з піснею «Малинки-Малинки».
У 2009 році група перемагає в номінації «DANCE» церемонії «ZD Awards 2008» і в черговий раз визнається найкращим танцювальним проектом року.
У 2010 році група черговий раз перемагає в номінації «DANCE» церемонії «ZD Awards 2009», номінується як найкраща поп група року «Премії МУЗ-ТВ 2010». Навесні «Дискотека Аварія» повідомляє про швидкий вихід нового танцювального альбому, напередодні якого влаштовує фотосесію для оформлення диска і нового оформлення офіційного сайту групи.
У 2011 році гурт випустив в інтернеті новий альбом «Недетское время». Крім власних пісень групи, до альбому увійшла пісня «Воля і розум», яка є кавер-версією пісні гуртів «Ария» і «Майстер».
М. Тимофєєв, О.Рижов і О.Сєров взяли епізодична участь у фіналі комедії «Вагітний» (Росія).
У 2012 році у складі групи відбулися зміни. Через 22 роки спільної роботи Микола Тимофєєв покинув колектив. Зі слів самого Миколи він був змушений піти з групи у зв'язку з напруженою обстановкою в групі, явно спрямованої проти нього. Швидше за все, на зміну Миколи прийде колишній бек-вокаліст групи Роман Петренко. За словами Тимофєєва ця закулісна комбінація планувалася заздалегідь.
У групі знову настали зміни. Замість екс-соліста Миколи Тимофєєва «аварійци» взяли до складу учасницю шоу Ікс-Фактор 3 Ганну Хохлову.
У лютому 2013 року вийшов сингл «К.У. К. Л. А», який увійшов до саундтреку однойменної циркової вистави братів Едгарда і Аскольда запашних. Також вийшов кліп на пісню, що містить фрагменти з вистави.
У 2014 році вийшов альбом «Дівчина за кермом», презентація якого відбулася 30 вересня в ресторані «Хмари».
У червні 2016 року вийшла спільна з Філіпом Кіркоровим пісня «яскравий я». У кліпі пародіюється гра Pokémon Go:» аварійці «ловлять на телефон Т.зв.» філіпонов " — маленьких істот, схожих одночасно на покемонів і на Кіркорова.
7 лютого 2017 року група випустила відео на пісню «Моя любов», режисером кліпу став Євген Бистров. 6 липня група "хліб «випустила спільний з» дискотекою аварія «відеокліп» Мохер", який за тиждень набрав більше мільйона переглядів на YouTube. 29 вересня група виступила з сольним концертом в клубі "Известия хол" з шоу-програмою " Давай аварія!", виконавши хіти 1990-х і свіжі композиції. Концерт транслювався в прямому ефірі на YouTube.
14 лютого 2018 року вийшла пісня «Фантазер», записана в дуеті з Миколою Басковим, а також відбулася прем'єра відеокліпу на МУЗ ТВ; за кілька місяців кліп набрав понад 4 млн переглядів на YouTube. У липні група випустила композицію "Welcome to Russia" на підтримку збірної Росії з футболу.
25 квітня 2019 року група випустила пісню «#КОУЧ». 14 грудня відбувся великий сольний концерт гурту на майданчику ГлавClub Green Concert.
15 травня 2020 року група представила сингл «Олена».
У вересні 2020 року Анна Хохлова покинула групу у зв'язку з вагітністю.
6 листопада 2020 року в YouTube відбулася прем'єра кліпу на сингл «Олена».

## Досягнення
- 2001 — музична народна премія «Золотий грамофон» — за виконання пісні «Заколебал ты!»
- 2002 — за підсумками IV Щорічної премії російської індустрії звукозапису «Рекорд' 2002» Дискотека Аварія стала переможцем у номінації «Альбом року», з альбомом «Маніяки».
- 2002 — Дискотека Аварія стала переможцем у номінації Best Russian Act (Найкращий Російський виконавець) на церемонії «MTV Europe Music Awards — 2002» в Барселоні.
- 2002 — група стає фіналістом VII Церемонії нагородження народної музичною премією «Золотий Грамофон», з піснею «Disco Superstar»
- 2002 — за підсумками фіналу фестивалю «Пісня року — 2002» в Кремлі, «Дискотека Аварія» визнана російськими слухачами Найкращою Групою року!
- 2002 — Дискотека Аварія стала Найкращою групою 2002 року, а також найкращим Танцювальним проектом 2002 року по підсумками опитування газети «Московський Комсомолець» для церемонії «Звукова Доріжка».
- 2003 — Дискотека Аварія стала двічі лауреатом на церемонії вручення Першої національної телевізійної премії в області популярної музики «МУЗ-ТБ 2003», в номінаціях «Найкращий танцювальний проект» і «Найкраща поп-група».
- 2003 — за підсумками першої церемонії вручення Національної премії в області популярної танцювальної музики «Рух-2003», найкращою групою 2002 року, виконуючої популярну танцювальну музику, стала «Дискотека Аварія».
- 2004 — за підсумками 2-ї Щорічної національної телевізійної премії в області популярної музики «МУЗ-ТБ 2004», «Дискотека Аварія» перемогла у двох номінаціях: «Найкраще відео» (кліп на пісню «Небо») і «Найкраща Пісня» (пісня «Небо»).
- 2004 — За підсумками 3-й церемонії вручення Національної премії в області популярної танцювальної музики «Рух-2004», найкращою групою 2004 року, виконуючої популярну танцювальну музику, стала «Дискотека Аварія».
- 2005 — за підсумками глядацького голосування щорічній церемонії «Музичні Нагороди MTV Росія» (Russia Music Awards / RMA) у номінації «Найкраща група» перемогла «Дискотека Аварія».
- 2005 — група стає фіналістом Х Церемонії нагородження народної музичною премією «Золотий Грамофон», з піснею «Якщо хочеш залишитися»
- 2005 — за підсумками фіналу Фестивалю «Пісня року — 2005» в Кремлі, пісня «Якщо хочеш залишитися» визнана російськими слухачами «Найкращою піснею року».
- 2006 — за підсумками 4-й церемонії «Звукова доріжка», «Дискотека Аварія» перемогла в номінації «Група року».
- 2006 — на церемонії «Fashion People — 2006», «Дискотека Аварія» удостоїлася призу «Звуки золота» — за видатні музичні досягнення.
- 2006 — за підсумками VIII Премії російської індустрії звукозапису «Рекорд' 2006» в номінації «Вітчизняний радіохіт року» перемогла «Дискотека Аварія». Найкращим треком року признанна пісня «Якщо хочеш залишитися».
- 2006 — група стає фіналістом XI Церемонії нагородження народної музичною премією «Золотий Грамофон», з піснею «Опа!»
- 2007 — Дискотека Аварія стала двічі лауреатом на церемонії вручення П'ятої Щорічної  Національної Телевізійної Премії в галузі популярної музики Муз-ТВ 2007, в номінаціях: «Найкращий дует» — дует з Жанною Фріске, пісня «Малинки-Малинки» та «Найкраще відео» — відео « Малинки-Малинки».
- 2007 — група стає фіналістом XII Церемонії нагородження народної музичною премією «Золотий Грамофон», з піснею «Малинки-Малинки» (в дуеті з Ж. Фріске)
- 2008 — Дискотека Аварія стала переможцем у номінації Dance на церемонії MTV Russian Music Awards 2008 з композицією « Паша FC»
- 2008 — на 10-й ювілейній церемонії вручення премії російської музичної індустрії «Рекорд' 2008» «Дискотека Аварія» стала переможцем у номінації «Радіохіт року» з піснею «Малинки-Малинки».
- 2009 — за підсумками 6-й церемонії «ZD Awards 2008», «Дискотека Аварія» перемогла в номінації «Dance» і стала найкращою танцювальною групою 2008 року.
- 2010 — за підсумками церемонії «ZD Awards 2009», «Дискотека Аварія» перемогла в номінації «Dance» і стала найкращою танцювальною групою 2009 року. «Модний танець Арам-Зам-Зам» знову підніс групу на вершину чартів Звуковий Доріжки.
- 2011 — група «Дискотека Аварія» стала переможцем премії «Срібна калоша» у номінації Плагіат року. На церемонії вручення був присутній соліст групи Олексій Сєров, який і отримав нагороду.
- 2011 — група «Дискотека Аварія» отримала одразу два дипломи премії «Пісня року — 2011» — за композиції «Диско 10-х» і «Прогноз погоди».
- 2012 — за підсумками 10-й церемонії вручення премії «Звукова Доріжка» група «Дискотека Аварія» стала переможцем у номінації Dance.
- 2012 — за підсумками 10-ї ювілейної врученні премії в області популярної музики «Премія Муз-Тв 2012» група «Дискотека аварія» стала переможцем у номінації «Найкращий Дует» разом з Христиною Орбакайте, з піснею «Прогноз погоди»

## Дискографія

### Студійні альбоми
- 1996 — Танцюй зі мною (Танцуй со мной)
- 1999 — Пісня про тебе і мене (Песня про тебя и меня)
- 1999 — Марафон
- 2000 — Аварія проти! (Авария против!)
- 2001 — Маніяки (Маньяки)
- 2006 — Четверо хлопців (Четверо парней)
- 2011 — Недитячий час (Недетское время)
- 2014 — Дiвка за рулём  (Девушка за рулём)

### Збірники
- 1999 — Пісня про тебе i мене (Песня про тебя и меня)
- 2000 — Всі хіти: Аварія проти! (Все хиты: Авария против!)
- 2009 — The Best
- 2010 — Other
- 2023 — THE BEST, Part 1

### Відеокліпи
- 1999 — «Ти кинула» (Ты кинула) (режисер — Олександр Шмідт)
- 1999 — «Нікуди діватися» (Некуда деваться) (режисер — Олександр Солоха)
- 1999 — «Давай, Авария!» (Режисер — Михайло Сегал)
- 1999 — «Новорічна» (Новогодняя) (режисер — Хіндрек Маасік)
- 2000 — «Пий пиво!» (Пей пиво!) (Режисер — Олексій Репников)
- 2000 — «Потяг» (Влечение) (режисер — Хіндрек Маасік)
- 2001 — «Задовбав ти!» (Заколебал ты!) (Режисер — Хіндрек Маасік)
- 2001 — «Пісня про яйця» (Песня про яйца) (режисер — Хіндрек Маасік)
- 2001 — «На вістрі атаки» (На острие атаки) (режисер — Хіндрек Маасік)
- 2002 — «Disco superstar» (режисер — Хіндрек Маасік)
- 2002 — «Х. Х. Х. І. Р. Н. Р.» (Х. Х. Х. И. Р. Н. Р.) (режисер — Хіндрек Маасік)
- 2003 — «Небо» (режисер — Mikeadelica)
- 2003 — «Небо» feat. Моральний Кодекс (режисер — Хіндрек Маасік)
- 2004 — «Пісенька розбійників (Банда)» (Песенка разбойников) (режисер — Максим Паперник)
- 2004 — «Суворий реп» (Суровый рэп) (режисер — Arni Thor Jonsson)
- 2005 — «Якщо хочеш залишитися» (Если хочешь остаться) (режисер — Хіндрек Маасік)
- 2006 — «Опа!» (Режисер — Хіндрек Маасік)
- 2006 — «Малинки» feat. Жанна Фріске (режисер — Хіндрек Маасік)
- 2007 — «Зло» (режисер «Дискотека Аварія»)
- 2007 — «Серенада» (режисер — Хіндрек Маасік)
- 2008 — «Паша-Face control» feat. DJ Smash (режисер — Хіндрек Маасік)
- 2008 — «Батьки» (Отцы) (режисер — Хіндрек Маасік)
- 2009 — «Планета любов» (Планета Любовь) (режисер — Хіндрек Маасік)
- 2009 — «Модний танець Арам-зам-зам» (Модный танец Арам-зам-зам) (режисер — Олексій Голубєв)
- 2009 — «Новорічна 2010» (Новогодняя 2010) ( DJ Рижов remix) (режисер — Хіндрек Маасік)
- 2010 — «Літо завжди!» (Лето всегда) Feat. Віра Брежнєва, Настя Задорожна і Світлана Ходченкова (режисер — Сарік Андреасян)
- 2010 — «Зірка» (Звезда) (режисер — Хіндрек Маасік)
- 2011 — «Недитячий час» (Недетское время) (режисер — Хіндрек Маасік)
- 2011 — «Нано-техно» (режисер — Андрій Мудров)
- 2011 — «Прогноз погоди» (прогноз погоды) feat. Крістіна Орбакайте (режисери — Олексій Голубєв, Єгор Кончаловський)
- 2012 — «Карнавал» feat. Джиган і Віка Крута (режисер — Хіндрек Маасік)
- 2012 — «Лабіринт» (Лабиринт) feat. Батішта (режисер —  Євген Нікітін)
- 2012 — «Вечір» (Вечер) (режисер — Хіндрек Маасік)
- 2012 — «Музика електро» (Музыка электро) feat. E-not (режисер — Хіндрек Маасік)
- 2012 — «Ноги» (режисер — Хіндрек Маасік)
- 2013 — «К.У.К.Л.А.» (Ще не знято. Очікується в кінці лютого) (режисер — Хіндрек Маасік)
- 2013 — «Качели» (режисер — Хіндрек Маасік)
- 2014 — «#Лайкми» (режисер — Хіндрек Маасік)
- 2014 — «Девушка за рулём» (режисер — Хіндрек Маасік)
- 2015 — «Самуи» (режисер — Хіндрек Маасік)
- 2016 — «Яркий Я» (feat. Филипп Киркоров) (режисер —Антон Родин)
- 2017 — «Моя любовь» (режисер — Евгений Быстров)
- 2017 — «Мохер» (feat. Хлеб) (режисер —	Хлеб, Евгений Быстров)
- 2018 — «Фантазёр» (feat. Николай Басков) (режисер — Евгений Быстров)
- 2018 —  «Welcome to Russia» (режисер — Евгений Быстров)
- 2019 — «КОУЧ» (режисер — Евгений Быстров)
- 2020 — «Аве Авария» (режисер — Евгений Быстров)
- 2020 — «Алёна» (режисер — Евгений Быстров, Юрий Белов)
- 2022 — «Улетела» (совм. с Слава) (режисер — Олександр Воропаев, Евгений Быстров)
- 2024 — «Потерявший» (режисер — Евгений Быстров)
- 2024 — «Ну що же ти» (режисер — Евгений Быстров)